# Chiesa dell'Assunzione di Maria Vergine (Ceres, Italia)
La chiesa dell'Assunzione di Maria Vergine è la parrocchiale di Ceres, in città metropolitana e arcidiocesi di Torino; fa parte del distretto pastorale Torino Nord.

## Storia
La primitiva chiesetta di Ceres, della quale sopravvive il campanile in stile romanico dichiarato monumento nazionale, venne costruita verso la metà del XII secolo.
Questa chiesa fu visitata nel 1547 dal vescovo di Ventimiglia Filippo de Mari, vicario generale dell'amministratore apostolico di Torino Innocenzo Cybo; dalla relazione della visita del canonico Paolo Galateri, legato dell'arcivescovo Girolamo Della Rovere, s'apprende che all'interno dell'edificio, sprovvisto di sagrestia, erano collocati cinque altari, ovvero il maggiore e quelli laterali di Santa Maria, di San Giovanni, di San Lorenzo e di Sant'Antonio.
Il 3 luglio 1594 l'arcivescovo Carlo Broglia, compiendo la sua visita pastorale, annotò che la struttura versava in condizioni non ottimali e che necessitava del rifacimento del soffitto e del pavimento e che gli altari di Sant'Antonio, di San Lorenzo e dell'Assunzione di Maria Vergine erano spogli.
La cappella medievale venne demolita all'inizio del XVII secolo e sullo stesso posto nel 1602 iniziarono i lavori per la nuova chiesa, che fu consacrata il 1º settembre 1613.

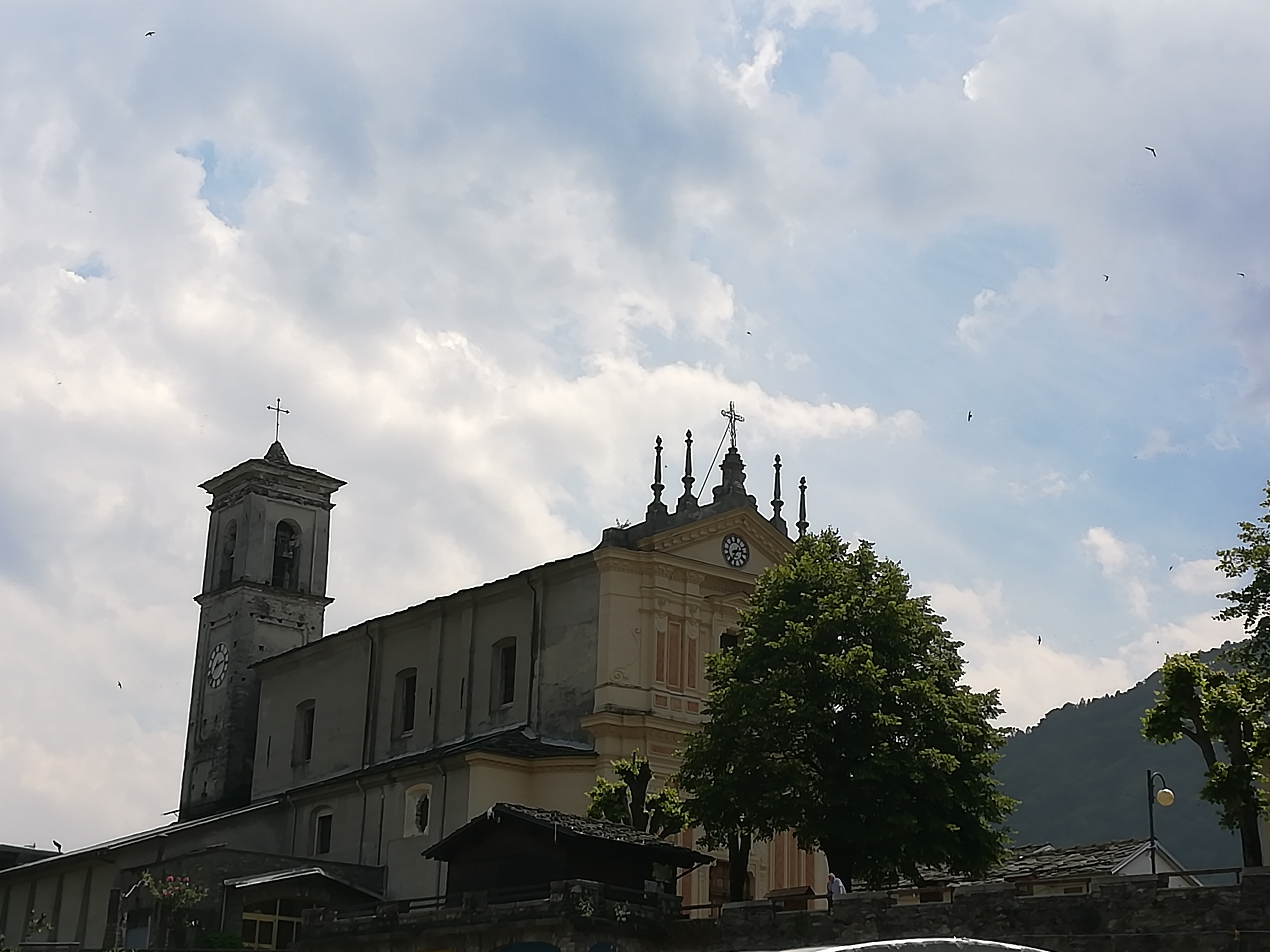
La chiesa vista da un'altra angolazione

Negli atti relativi alla visita del 1674 dell'arcivescovo Michele Beggiamo si legge che la chiesa ospitava, oltre a quello maggiore, gli altari minori di Sant'Orsola, del Suffragio, del Santissimo Rosario e della Santa Croce, presso i quali erano costituite le omonime confraternite, che si sviluppava su un'unica navata e che era dotata del pulpito e di due confessionali; inoltre, la torre campanaria aveva all'interno quattro campane.
Nel 1730 l'arcivescovo Francesco Giuseppe Arborio di Gattinara trovò che la struttura era pericolante, che minacciava di crollare e che era insufficiente a soddisfare le esigenze dei fedeli; allora, il presule ordinò che venisse restaurata, ma i delegati della comunità lo informarono del fatto che era già nell'aria il disegno di costruire ex novo un'altra chiesa in sostituzione di quella seicentesca.
Così, nel 1733 venne posta la prima pietra dell'erigenda parrocchiale; il nuovo edificio, realizzato anche con i fondi messi a disposizione dall'orefice Giovanni Antonio Genta, fu aperto al pubblico nel 1740, per poi venir benedetto nel 1754 e consacrato dell'arcivescovo Francesco Luserna Rorengo di Rorà il 12 settembre 1769.
Nel 1907 la facciata fu ultimata su disegno di Enrico Ruffoni, mentre nel 1927 venne costruito il nuovo castello sul quale erano montate le campane; nel 1962 la chiesa fu dotata di due nuovi confessionali e nei successivi tre decenni vennero eseguiti diversi altri interventi di restauro.

## Descrizione

### Esterno
La facciata della chiesa, che volge a nord-ovest, è suddivisa da una cornice marcapiano aggettante in due registri, entrambi scanditi da lesene; quello inferiore presenta il portale d'ingresso, sormontato dall'iscrizione "TEMPLUM BEATAE MARIAE VIRGINI IN COELUM ASSUMPTAE DICATUM 1740 – 1907" e da un timpano semicircolare, mentre quello superiore è caratterizzato da una finestra rettangolare e coronato dal timpano di forma triangolare, in cui è collocato un orologio, sovrastato da quattro torce e dalla croce di ferro.

### Interno
L'interno dell'edificio è composto da un'unica navata spartita in tre campate e voltata a botte, sulla quale s'affacciano le quattro cappelle laterali dedicate al Sacro Cuore, alla Madonna del Rosario, alla Consolata e al Crocifisso; al termine dell'aula si sviluppa il presbiterio, sopraelevato di tre scalini e chiuso dall'abside semicircolare, dove trovano posto la pala avente come soggetto la Vergine Assunta e i dipinti ritraenti Gesù tra i Dottori e l'Ultima Cena.